# 里兹万节
里兹万节（阿拉伯语：رضوان）是巴哈伊信仰中12天的节日，旨在纪念巴哈欧拉宣示自己显圣者地位。节日于4月20日日落时开始，到5月2日日落时分结束，里兹万节的第一天（4月21日），第九天（4月29日），和第十二天（5月2日）为圣日，依据巴哈伊律法，应停止工作。
在阿拉伯语中，“里兹万”的意思是天堂，节日是由“里兹万花园”得名的，花园位于巴格达郊外。奥斯曼帝国把巴哈欧拉流放到巴格达，他在此地停留了12天，随后又被流放往君士坦丁堡。
这是最神圣的巴哈伊节日，被称作“至大节日”和“节日之王”。

## 历史

### 背景
1844年，设拉子的赛义德·阿里·穆罕默德宣称自己为巴孛（The Báb，阿拉伯语意味大门），这是一个什叶派伊斯兰教的概念。他的信徒随后被称作巴比教徒。巴孛的著作引入了“上帝将要显圣的祂”的概念，一个将要到来的弥赛亚式的人物。巴哈伊们认为，这是在各大宗教经典中都预言过的。
巴哈欧拉宣称，他1853年被囚禁在伊朗德黑兰的黑坑的时候，受到启示，知道了自己作为巴孛预言的被允诺者的使命。从黑坑释放后，巴哈欧拉从德黑兰被流放至巴格达，后者成为了巴比教的活动中心。他没有公开宣布自己的启示，但他逐渐成为了巴比社团的领导人。
巴哈欧拉在城里引起了越来越多的注意，而波斯巴比社团恢复了活力也引起了他敌人中伊斯兰神职人员和波斯卡加王朝的关注。他们最终成功地使奥斯曼帝国驱使巴哈欧拉从巴格达迁往君士坦丁堡（现伊斯坦布尔）。

### 纳吉比伊花园

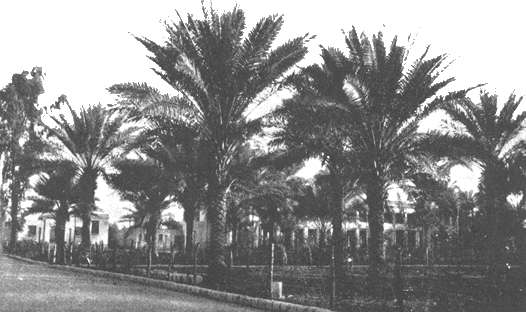
巴格达的里兹万花园

在巴哈欧拉离开巴格达之前，很多人前来拜访他，他的家庭好准备旅程。他打算搬到底格里斯河对面的纳吉比伊花园去接待访客。他1863年4月22日进入花园（诺露兹节后31天，通常在3月21日），他的儿子阿博都巴哈，米尔扎·米赫迪和米尔扎·米罕默德·阿里，他的秘书米尔扎·阿加·詹和其他一些人陪伴着他，并在花园中停留了11天。
到达花园后，巴哈欧拉首次向一小群家人和朋友宣布了自己的使命和地位。他具体的话语和细节已经不得而知了。据说，巴希伊·哈努姆曾说过巴哈欧拉向他的儿子阿博都巴哈和四个其他人表明了自己的地位。而一些巴比信徒意识到，巴哈欧拉在巴格达最后的几个月，通过许多征象和暗示表明了自己是那被允诺者。似乎大多数其他巴比信徒对此并不知情，直到几年以后巴哈欧拉在埃迪尔内时才了解。
在接下来的11天内，巴哈欧拉接待了众多访客，包括巴格达的政府官员。直到4月30日以前，即第九天，由于河道涨水，渡河不易，他的家人没能跟他在一起。第十二天时，他和他的家人离开花园，准备去往君士坦丁堡。

## 节日
在巴哈欧拉的律法书《亚格达斯经》里，巴哈欧拉把里兹万节定为两个“至大节日”之一，另一个是巴孛宣示日。随后他把里兹万节的第一、第九和第十二天定为圣日，分别是巴哈欧拉到达花园，他的家人到达花园和他们离开花园的日子。
节日按照巴哈伊历，在巴哈伊历年的第32天，通常是4月21日。节日有可能是从日落前两小时开始庆祝，是巴哈欧拉进入花园的时间。在第一、第九和第十二天，即圣日期间，工作是禁止的。目前，圣日通常是在巴哈伊社区内庆祝，有祈祷及庆祝活动。

## 重要性
对于巴哈伊们而言，巴哈欧拉在里兹万花园中度过的时间及相关的节日是有重要意义的。巴哈欧拉把第一天称为“最为幸福的日子”，将里兹万花园称为“祂将由此将其圣名的光辉照耀整个受造界的地点”
这个节日因为巴哈欧拉公开宣布自己即使那“上帝将要显圣的祂”，和上帝的显示者而重要，并且也是巴哈伊信仰的开端。巴哈欧拉把从至大寓所迁往里兹万花园比作穆罕默德从麦加迁往麦地那。并且，在巴哈欧拉在园中的第一天，他作了三个进一步的宣示：（1）在某种情况下伊斯兰教和巴比教中允许的宗教战争被废止了。（2）在将来的1000年中不会再有新的上帝的显圣者。（3）上帝所有的圣名在所有的造物中完全地显现。